# 中国人民解放军联勤保障部队第九四一医院
中国人民解放军联勤保障部队第九四一医院，位于青海省西宁市城东区八一东路67号，隶属西宁联勤保障中心，为三级甲等医院。

## 简介
中国人民解放军第四医院的前身是中国人民解放军第一军卫生部所属的三个卫生休养所，曾随西北野战军转战陕甘宁边区，参加延安保卫战、解放大西北。1951年4月，组建为中国人民解放军第四医院。同时成立中国人民解放军第四医院高原医疗队，到青藏高原各地巡诊。
2010年，医院参加了玉树地震抗震救灾工作。2011年4月18日，由中国人民解放军第四医院和塔尔寺藏医院联手建设的中国人民解放军第四医院藏医科在青海西宁正式成立并接诊病人，这是中国首家军地共建的藏医门诊。
2016年，在深化国防和军队改革中，医院由中国人民解放军兰州军区联勤部转隶西宁联勤保障中心。

## 历任领导
| 院长 …… - 沈君礼（？—？） - 闫自强（？—？） - 戴胜归（？—？） | 政治委员 …… - 郭占武（？—？） - 殷兆平（？—？） |